# Брукс (Орегон)
Брукс (енгл. Brooks) насељено је место без административног статуса у америчкој савезној држави Орегон.

## Демографија
По попису из 2010. године број становника је 398, што је 12 (-2,9%) становника мање него 2000. године.
| Група             | 2000.       | 2010.       |
| Белци             | 310 (75,6%) | 270 (67,8%) |
| Афроамериканци    | 1 (0,2%)    | 0 (0,0%)    |
| Азијати           | 0 (0,0%)    | 12 (3,0%)   |
| Хиспаноамериканци | 91 (22,2%)  | 105 (26,4%) |
| Укупно            | 410         | 398         |